# Autheuil (Orne)
Pour les articles homonymes, voir Autheuil et Auteuil.
Autheuil est une ancienne commune française située dans le département de l'Orne en région Normandie, devenue le 1er janvier 2016 une commune déléguée au sein de la commune nouvelle de Tourouvre au Perche.
Elle est peuplée de 111 habitants.

## Géographie
La commune est dans le Perche. Son bourg est à 2,5 km au sud-est de Tourouvre, à 8,5 km au nord-ouest de Longny-au-Perche et à 13 km au nord-est de Mortagne-au-Perche.
| Tourouvre (comm. nouv. de Tourouvre au Perche) | Tourouvre (comm. nouv. de Tourouvre au Perche) | Tourouvre (comm. nouv. de Tourouvre au Perche)                             |
| Tourouvre (comm. nouv. de Tourouvre au Perche) | Autheuil                                       | Malétable (comm. nouv. de Longny les Villages)                             |
| Feings                                         | Feings                                         | Longny-au-Perche (sur quelques mètres, comm. nouv. de Longny les Villages) |

## Toponymie
Autheuil, de Autolio en 1236 : origine vraisemblablement gallo-romaine pour ce toponyme qui est issu du gaulois ialo, « clairière », et sans doute du latin altus, « haut ». L'endroit aurait donc été caractérisé par une haute clairière.
Homonymie avec Autheuil (Eure), Autheuil-Authouillet (Eure) et Autheuil-en-Valois (Oise).
Le gentilé est Autolien.

## Histoire
Autheuil est la commune d'origine de Robert Giffard (vers 1587-1668 à Beauport), père du mouvement d'émigration de plus de 300 habitants de la province du Perche vers la Nouvelle-France aux XVIIe et XVIIIe siècles. Deux autres émigrants originaires de la commune, sont partis au Canada : Thomine Chastel, en 1647, et Louis Potier, en 1648.
Le Dictionnaire géographique, historique et politique des Gaules et de la France de 1762 définit ainsi Autheuil (orthographié Auteuil) :

« AUTEUIL, dans le Perche, Diocèse de Séez, Parlement de Paris, Intendance d’Alençon, Élection & Châtellenie de Mortagne. On y compte 74 feux. Cette Paroisse est à 1 lieue & demie E. N. E. de Mortagne. »

Le 1er janvier 2016, Autheuil intègre avec neuf autres communes la commune de Tourouvre au Perche créée sous le régime juridique des communes nouvelles instauré par la loi no 2010-1563 du 16 décembre 2010 de réforme des collectivités territoriales. Les communes d'Autheuil, Bivilliers, Bresolettes, Bubertré, Champs, Lignerolles, La Poterie-au-Perche, Prépotin, Randonnai et Tourouvre deviennent des communes déléguées et Tourouvre est le chef-lieu de la commune nouvelle.

## Héraldique
| Blason de Autheuil | Blason  | De gueules au chevron renversé et ployé d'argent, chargé d'une fleur de lis d'azur accostée de deux feuilles d'érable de gueules, surmonté d’une fasce cousue de sable chargée de quatre sautoirs et deux demis d'argent, accolés deux à deux par une vergette du même; à la bordure cousue de sable chargée de six besants d'argent, 3, 2 et 1. |
| Blason de Autheuil | Détails | Le statut officiel du blason reste à déterminer. |

## Politique et administration
| Période                                  | Période       | Identité            | Étiquette | Qualité                       |
| ---------------------------------------- | ------------- | ------------------- | --------- | ----------------------------- |
| juin 1995                                | avril 2014    | Béatrice Devedjian  | SE        | Responsable service clientèle |
| avril 2014                               | décembre 2015 | Emmanuel Rempenault | SE        |                               |
| Les données manquantes sont à compléter. |               |                     |           |                               |

Le conseil municipal était composé de onze membres dont le maire et deux adjoints. Trois de ces conseillers intègrent le conseil municipal de Tourouvre au Perche le 1er janvier 2016 et Emmanuel Rempenault devient maire délégué.

## Démographie
En 2021, la commune comptait 111 habitants. Depuis 2004, les enquêtes de recensement dans les communes de moins de 10 000 habitants ont lieu tous les cinq ans (en 2006, 2011, 2016, etc. pour Autheuil) et les chiffres de population municipale légale des autres années sont des estimations.
Autheuil a compté jusqu'à 509 habitants en 1821.
| 1793 | 1800 | 1806 | 1821 | 1836 | 1841 | 1846 | 1851 | 1856 |
| ---- | ---- | ---- | ---- | ---- | ---- | ---- | ---- | ---- |
| 419  | 417  | 492  | 509  | 452  | 390  | 419  | 390  | 359  |

| 1861 | 1866 | 1872 | 1876 | 1881 | 1886 | 1891 | 1896 | 1901 |
| ---- | ---- | ---- | ---- | ---- | ---- | ---- | ---- | ---- |
| 369  | 353  | 319  | 291  | 281  | 264  | 277  | 248  | 232  |

| 1906 | 1911 | 1921 | 1926 | 1931 | 1936 | 1946 | 1954 | 1962 |
| ---- | ---- | ---- | ---- | ---- | ---- | ---- | ---- | ---- |
| 216  | 214  | 171  | 207  | 200  | 200  | 159  | 194  | 172  |

| 1968 | 1975 | 1982 | 1990 | 1999 | 2006 | 2011 | 2016 | 2020 |
| ---- | ---- | ---- | ---- | ---- | ---- | ---- | ---- | ---- |
| 155  | 134  | 117  | 107  | 127  | 140  | 144  | 135  | 131  |

## Lieux et monuments
- Église Notre-Dame du XIIe siècle, classée au titre des Monuments historiques depuis 1875[14]. Les peintures monumentales du chœur et du cul-de-four, un groupe sculpté du XVIe (L'Annonciation) et une statue d'évêque du XVe sont classés à titre d'objets[15].
- Monument aux morts[16].

## Activité et manifestations
- Salon de l'été des peintres du Perche, de la fin-juillet à la fin-août, les week-ends et le 15 août.

- Le P'tit Festival, créé par l'association Autheuil Patrimoine et Culture, qui propose autour du 15 août, fête patronale du village, une semaine d'animation autour de l'église d'Autheuil[17]

## Personnalités liées à la commune
- Robert Giffard (vers 1587 à Autheuil - 1668), pionnier de la Nouvelle-France.